# Ted Efantis
Theodore A. „Ted“ Efantis (* 24. Dezember 1929; † 12. Januar 2018) war ein US-amerikanischer Jazzmusiker (Alt- und Tenorsaxophon, auch Gesang), der über 70 Jahre in der Jazzszene von Washington, D.C. aktiv war.

## Leben und Wirken
Efantis trat bereits mit 16 Jahren mit eigener Band in Jazzclubs der Bundeshauptstadt wie dem Brickskeller und 1951 im Bohemian Caverns auf; erste Aufnahmen entstanden 1956 in Los Angeles mit der Sängerin Jane Fielding (Embers Glow, mit Kenny Drew senior, Leroy Vinnegar bzw. Paul Chambers), 1957 in New York City mit Freddy Merkle. In den folgenden Jahren spielte er in Washington DC u. a. mit Danny and the Fat Boys (American Music, 1975), der Bob Sauer Bigband (Big Band Live From The Nation's Capital, 1976, u. a. mit Bill Potts, Earl und Rob Swope). Im Bereich des Jazz war er zwischen 1956 und 1976 an fünf Aufnahmesessions beteiligt. 2014 sang er die Nationalhymne The Star Spangled Banner bei einer Feier des Bethesda Blues & Jazz Supper Club, die im Rundfunk landesweit übertragen wurde.
Ted Efantis gilt als Musiker des Mainstream Jazz, der als Tenorsaxophonist in der Tradition von Coleman Hawkins und Lester Young verankert war.